# Hiposomnia
Hiposomnia – obniżona potrzeba snu. Objaw m.in. zaburzeń depresyjnych i zespołu zamknięcia.